# Novaggio
Novaggio est une ancienne commune et une actuelle localité de la commune de Lema, dans le disctrit de Lugano, dans le canton du Tessin, en Suisse.
Le 26 novembre 2023, les habitants de la commune approuvent la fusion avec celles d'Astano, Bedigliora, Curio et Miglieglia pour former la nouvelle commune de Lema. Celle-ci voit officiellement le jour le 6 avril 2025.

## Ski alpin
Un petit domaine skiable desservi par un téléski est situé au lieu-dit Bedeia, à 500 m du centre de Novaggio. Il s'étend sur les pentes nord-ouest de la colline de Sciaroni (622 m - 692 m) et est entretenu par le ski-club du Monte Lema.

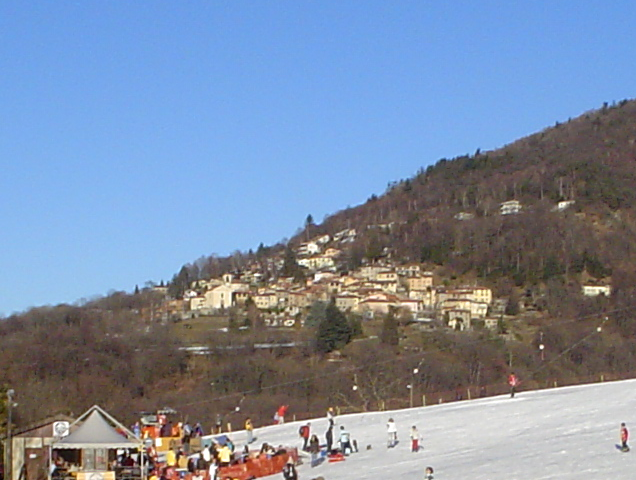
Téléski de Bedeia.

Photo aérienne (1966).